# ANDA
Anda (Titelblatt-Schreibweise ¡anda!) war eine deutschsprachige Flamenco-Zeitschrift. Sie enthielt Berichte aus der nationalen und internationalen Flamencoszene, Künstlerporträts, Konzertberichte, Kritiken sowie einen Veranstaltungskalender. Die Zeitschrift fand auch außerhalb der deutschsprachigen Flamencoszene Beachtung, verfügte einige Jahre über eine eigene Redaktion in Spanien und kooperierte zeitweise mit der Flamenco-Zeitschrift El Olivo - Revista de Flamenco (Jaén).

## Geschichte
1994 wurde die Zeitschrift durch Initiative des in Münster (Westfalen) ansässigen Vereins Flamenco vivo und dessen Vorsitzenden Oliver Farke gegründet. Sie erschien in den Anfangsjahren vierteljährlich, seit der Ausgabe Nr. 18 (1998) alle zwei Monate. Herausgeber war zunächst der Verein, danach der ANDA Verlag, eine GmbH mit Sitz in Münster, danach in Ahaus, zuletzt als GmbH i.L. in Ratingen.
Der Mitbegründer und langjährige Chefredakteur Oliver Farke starb am 15. Januar 2015 im Alter von 48 Jahren nach schwerer Krankheit. Die Zeitschrift wurde zwar unter mehrfachen Wechseln im Redaktionsstab noch einige Jahre weitergeführt, verlor aber zunehmend an Resonanz. Die letzte Print-Ausgabe war die Nummer 142 im Februar/März 2019. Anschließend wurde die Publikation eingestellt.